# Pokolgép
Pokolgép — венгерская хэви-метал группа, образовавшаяся  в начале 1980-х годов. Вместе с коллективом Moby Dick она была одной из первых хэви-метал групп в Венгрии. Название «Pokolgép» буквально переводится как «адская машина», более точный смысловой перевод — «самодельная бомба».

## История

### Ранние годы
Pokolgép основали Gábor Kukovecz, Endre Paksi и Tibor Varga в конце 1970-х годов. Габора учил играть на гитаре гитарист/певец Иштван Vörös из группы Prognózis, именно он предложил менее оскорбительное название для группы — «Kommandó». Группа использовали это имя несколько месяцев, прежде чем изменить его обратно на Pokolgép. В жизни группы было очень много трудностей из-за их бедности и негативного отношения к группе сверху. Они играли на полуподпольных концертах на окраине Будапешта и через некоторое время стали известны. В группе сменилось несколько барабанщиков и гитаристов, пока она не нашли László Nagyfi (для игры на второй гитаре) и барабанщика András Gyenizse. В 1985 году Paksi покинул группу из-за личных конфликтов и сформировал группу Ossian. Его сменил бас-гитарист György Pazdera. Несколько месяцев спустя, барабанщик Gyenizse эмигрировал в США, тогда Pazdera пригласил своего старого друга László Tarcza.
В 1983 году группа заняла второе место в «Ki mit tud?»(государственная организация по поиску талантов для фестиваля), им разрешили записать песню («Kegyetlen asszony»), которая была выпущена на сплите 7" сингле. В В 1984 году, они записали две песни для венгерского радио («Cirkusz és rács» и «A bűn»). В 1985 году записали и выпустили свой первый сингл с двумя песнями («А Sátán» и «A maszk»).

### Первые альбомы
Важное событие произошло в 1986 году: правительство разрешило Hungaroton выпустить первый хэви-метал альбом в Венгрии. Это был дебютный альбом Pokolgép, под названием Totális Metal. Это было время тяжелых металлических групп, которые стали приезжать в восточный блок (например, Iron Maiden и Queen), главным образом в Польшу и Венгрию. Pokolgép играл до Metallica и Motörhead в конце 1980-х годов. В 1987 Pokolgép выпустили свой второй альбом, Pokoli színjáték, который впервые сыграли на концерте, а затем выпустили через несколько дней. 
В 1988—1989 годах, Pokolgép отправился в Европейский тур, выступили в ФРГ, ГДР, Голландии и Бельгии, и выпустили свой третий альбом в 1989 году (Éjszakai bevetés). Они записали концерт в конце 1989 года в Petőfi Hall, а затем был выпущен пятый альбом в 1990 году с названием «Koncertlemez». До этого они сделали свой четвёртый альбом «Metál аз ész». Этот альбом был сделан в довольно плохой атмосфере, так как гитарист Nagyfi и вокалист Kalapács собирались покинуть группу.

### Изменения в составе
Nagyfi сказал в интервью, что Kukovecz и он не могут согласиться на один стиль музыки. Nagyfi предпочитал сырые, более импульсивные и быстрые песни, а Kukovecz нравились соло и мелодии. Это привело к уходу Nagyfi и Kalapács. Остальные три члена группы: Tarcza, Pazdera и Kukovecz начали искать нового вокалиста и второго гитариста. Péter Kun ненадолго присоединился в качестве гитариста перед отъездом, чтобы затем присоединиться к Edda Művek. Вокалистом стал József Rudán из группы Coda,  трибьют-группы Led Zeppelin.

### Споры
27 декабря 1987 года Pokolgép обвинили из-за пятнадцатилетнего юноши Lajos «Szőrme» Varga, который перенес тяжелую травму во время Metál Karácsony фестиваля в Petőfi Csarnok в банкетном зале. Пиротехническое устройство взорвалось и ударило в голову Szőrme, вызвав травму. Затем из его головы было вырезано это пиротехническое устройство. Он был в коме три месяца и несколько раз был на грани смерти, но врачи смогли спасти ему жизнь. Pokolgép, по-прежнему, отрицают свою ответственность за это происшествие. Szőrme не может работать, но его умственные способности всё же выше среднего.

## Наиболее стабильные составы
1985-1990
József Kalapács, Gábor Kukovecz, László Nagyfi, György Pazdera, László Tarcza
2001-2006
Joe Rudán, Gábor Kukovecz, Dávid Nagy, Csaba Pintér, Ede Szilágyi

## Участники

### Вокал
- László Németh 1982
- József Kalapács 1982—1990
- József Rudán 1990—2010
- Attila Tóth с 2010 по настоящее время

### Гитары
- Gábor Kukovecz с 1982 по настоящее время
- István Maza 1982—1983
- József Révi 1983—1984
- László Nagyfi 1984—1990
- Péter Kun 1990
- Norbert Jung 1991—1994
- László Láris 1998—2000
- Dávid Nagy 2001—2010
- Zalán Z. Kiss 2011—по настоящее время

### Бас
- Endre Paksi 1982—1983
- György Pazdera 1983—1994
- Csaba Pintér c 1996 по настоящее время

### Барабаны
- Dezső Nógrádi 1982—1983
- András Gyenizse 1983—1985
- László Tarcza 1985—1994
- Ede Szilágyi 1996—2006
- Csaba Czébely 2006—2010
- Márton Veress 2011—2014
- Márk Kleinesel с 2014 по настоящее время

## Дискография

### Альбомы
- 1986: Totális Metál
- 1987: Pokoli színjáték
- 1989: Éjszakai bevetés
- 1990: Metál az ész
- 1990: Koncertlemez (live)
- 1991: Adj új erőt
- 1992: Vedd el, ami jár
- 1995: Az utolsó merénylet (live)
- 1996: A gép
- 2000: Csakazértis
- 2001: Ancient Fever (Csakazértis — Английская версия)
- 2001: Live (live)
- 2002: Te sem vagy más
- 2002: Momentum (Végtelen úton) (перезаписанные баллады)
- 2004: A túlélő
- 2006: Oblatio (перезаписанные песни, акустическая версия)
- 2007: Pokoli mesék
- 2010: Újratöltve-Live

### Сборник
- 1995: Best of «Régi Gép»

### Синглы
- 1983: Ki Mit Tud '83 (сплит)
- 1984: Radio Recording Session '84
- 1985: A Sátán/A maszk

### Видео
- 1995: Az utolsó merénylet